# سهم نفرین‌شده
سهم نفرین‌شده: مقاله‌ای در اقتصاد عمومی ( به انگلیسی: The Accursed Share: An Essay on General Economy) کتابی است اثر ژرژ باتای فیلسوف و روشن‌فکر فرانسوی دربارهٔ اقتصاد سیاسی که در آن نویسنده نظریه اقتصادی جدیدی را ارائه می‌دهد که آن را «اقتصاد عمومی» می‌نامد. این کتاب در سال 1949 چاپ شده‌است. این اثر سه‌جلدی شامل، جلد اول: مصرف، جلد دوم: تاریخ اروتیسم و جلد سوم: حاکمیت است. کتاب اولین بار در فرانسه توسط لز ادیسیو و در ایالات متحده توسط سنفورد کوینتر از بنیان‌گذاران نشر زون بوکس منتشر شد. این کتاب یکی از مهم‌ترین کتاب‌های باتای به‌حساب می‌آید.

## خلاصه
سهم نفرین‌شده شامل سه جلد است: جلد اول، مصرف، جلد دوم، تاریخ اروتیسم، و جلد سوم، حاکمیت. موضوع این اثر اقتصاد سیاسی است. باتای تئوری اقتصادی جدیدی ارائه می‌کند که آن را «اقتصاد عمومی» می‌نامد، با عنوانی متمایز از دیدگاه‌های اقتصادی «منحصر» اکثر نظریه‌های اقتصادی.
بر اساس نظریه مصرف باتای، سهم نفرین‌شده آن بخش غیرقابل جبران هر اقتصادی است که یا باید تجملاتی و آگاهانه و بدون هیچ سودی در هنر، در روابط جنسی غیر مولد، در عینک‌ها و بناهای تاریخی مجلل، و در عصر معاصر که غالباً در جنگ است، خرج شود، یا در اعصار پیشین به‌عنوان اعمال مخرب و ویران‌کننده، به‌گونه‌ای که نظام حاکم را تهدید می‌کند، و غافلانه مقدر شده‌است که یک طغیان ظالمانه و فاجعه‌بار را داشته باشد.
مفهوم «انرژی اضافی» در تفکر باتای مرکزی است. تحقیقات باتای، فراوانی انرژی را که از ریزش انرژی خورشیدی یا مازاد تولید واکنش‌های شیمیایی در زندگی آغاز می‌شود، به‌عنوان هنجار موجودات در نظر می‌گیرد. به عبارت دیگر، یک ارگانیسم در اقتصاد عمومی باتای، بر خلاف بازیگران منطقی اقتصاد کلاسیک که کمبود انگیزه دارند، معمولاً انرژی «اضافی» در دسترس خود دارد. این انرژی اضافی را می‌توان به‌طور مولد برای رشد ارگانیسم استفاده کرد یا می‌توان آن را به وفور مصرف کرد. باتای اصرار دارد که رشد یک موجود زنده همیشه در برابر محدودیت‌ها قرار دارد. هدر دادن این انرژی «تجمل» است. شکل و نقشی که تجمل‌گرایی در یک جامعه به‌عهده می‌گیرد از ویژگی‌های آن جامعه است. «سهم نفرین‌شده» اشاره به این زیاده‌ای است که برای هدر رفتن مقدر شده‌است.